# Santo Stefano (otočje Maddalena)
Santo Stefano (galurski: Santu Stefanu; sardinski: Santu Istèvene) je otok u otočju Maddalena u sjevernoj Sardiniji, Italija, i dio je Nacionalnog parka otočja Maddalena.
Otok je uglavnom nenaseljen i uglavnom je poznat po tome što se na njemu nalaze NATO pomorska baza i skladišta streljiva talijanske mornarice. Osim vojske, jedina rezidencija na otoku je turističko naselje. Do otoka se može doći samo privatnim brodom.
Na jugu otoka na zapadnoj padini Cala di Villamarina nalaze se ostaci starih utvrda, naime Forte San Giorgio i Forte La Torre. Na istočnoj padini nalazi se napušteni kamenolom granita s divovskom bistom koja prikazuje talijanskog fašistu, Costanza Ciana, čiji je rad naručio sam Mussolini za Cianov obiteljski mauzolej u Livornu (Toskana), ali je ostao nedovršen i takav stoji od 1943.

## Vojne baze na otoku
Od 1973. do 2008. na otoku je postojala baza za potporu mornarice SAD-a kao i baza NATO-a. U bazi NATO-a nalazila se vojarna talijanske mornarice i služila je kao matična luka za nekoliko podmorničkih tendera američke mornarice tijekom godina, počevši 1972. s dolaskom USS Fulton (AS-11), a zatim i USS Howard W. Gilmore (AS -16) 1973. do 1980., nakon čega je uslijedio USS Orion (AS-18) koji je otplovio 1993., a nakon njega USS Simon Lake (AS-33) od 1993. do 1998. zaključno s odlaskom USS Emory S. Land, koji je isplovio prema svojoj novoj matičnoj luci Bremerton, Washington. Aktivnost potpore američkoj mornarici službeno je zatvorena u siječnju 2008., okončavši 35-godišnju prisutnost SAD-a u La Maddaleni.
Tijekom razdoblja u kojem je američka vojska bila prisutna na otoku, dvaput je korišten kao baza za popravak podmornica nakon podmorskih sudara. Godine 1977. USS Ray se sudario s koraljnim grebenom u blizini Tunisa i pretrpio štetu na kupoli sonara i puknuće na trupu. Na otoku su obavljeni hitni popravci na Rayu, a zatim se kopnom vratio u SAD. Dana 25. listopada 2003. USS Hartford se nasukao s  snagom dovoljno velikom da znatno ošteti njegova kormila, sonar i elektroniku.

## Vanjske poveznice
|  | Zajednički poslužitelj ima još gradiva o temi Santo Stefano (otočje Maddalena) |